# The Salazar Brothers

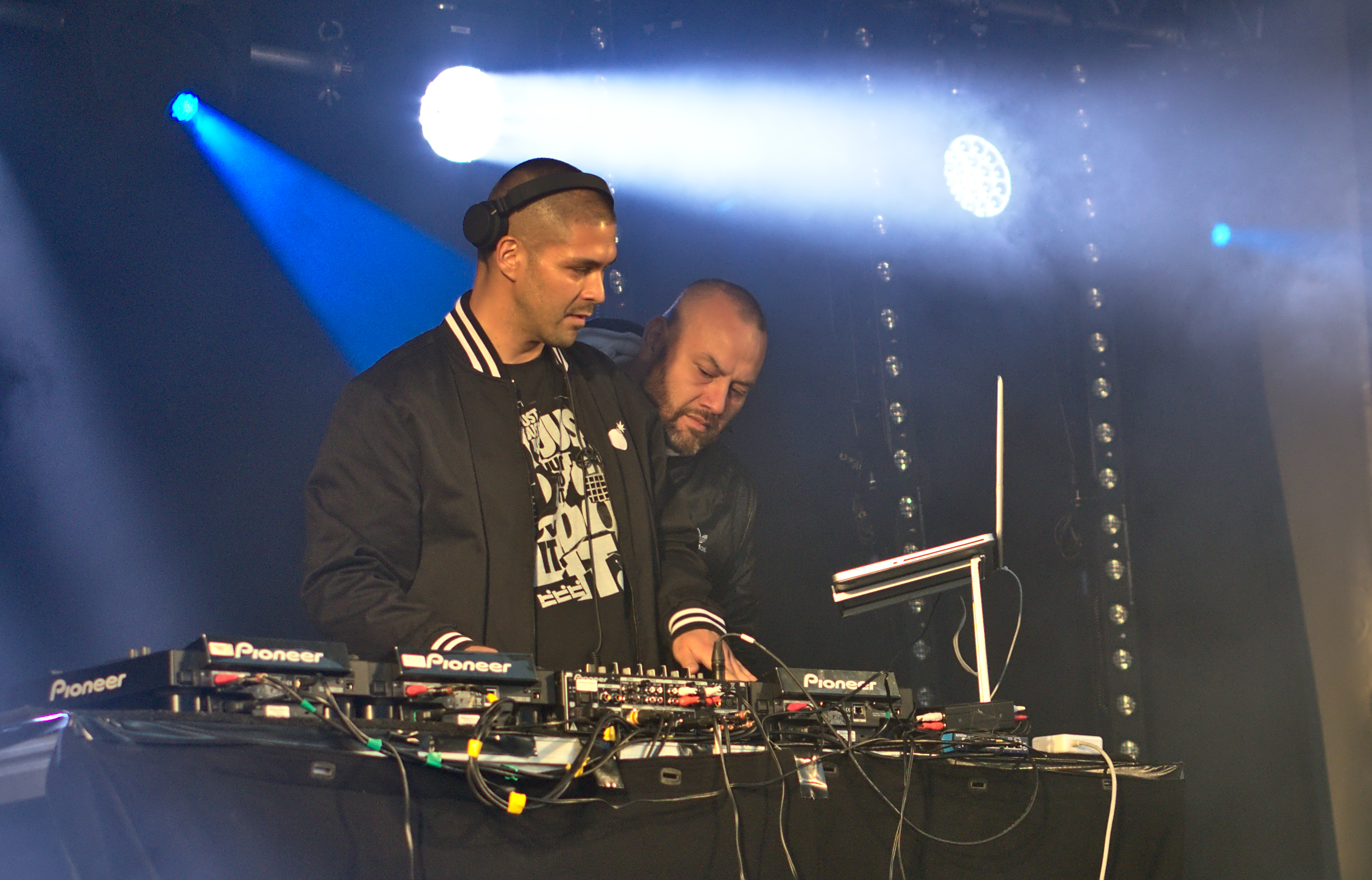
The Salazar Brothers vid en spelning på Fristadstorget i Eskilstuna.

The Salazar Brothers är ett musikproduktionsteam bestående av bröderna Masse, Salla och Chepe med efternamnet Salazar Campos.
De är av chilenskt ursprung men har växt upp i Stockholmsförorten Botkyrka.
Alla tre har länge varit verksamma inom svensk hiphop, Salla som DJ i The Latin Kings och Chepe som rappare i samma grupp. Brödernas bas är Redline Studios.
2009 producerade The Salazar Brothers albumet Give Me Fire med rockbandet Mando Diao. Samma år gjorde de en hiphopremix på poplåten Love Is My Drug med John ME.
2010 var de tillsammans med mediaprofilen Ametist Azordegan initiativtagare till samlingsalbumet för ung svensk hiphop Evolution.
Andra artister de har producerat är Ison & Fille, Mohammed Ali, Stor, Dani M, Labyrint och Linda Pira.
De är även medlemmar i bandet Caligola.
Sveriges Television visade en dokumentär om bröderna den 30 november 2013.
På Kingsizegalorna 2013 och 2015 fick de priset Årets Producenter.